# Aquasphaeria
Aquasphaeria é um gênero de fungo da família Clypeosphaeriaceae. Trata-se de um gênero monotípico, contendo a única epécie Aquasphaeria dimorphospora.